# Стерн, Говард
Говард Аллен Стерн (англ. Howard Allan Stern, род. 12 января 1954, Куинс, Нью-Йорк) — американский теле- и радиоведущий, юморист, автор книг.

## Биография
Стерн родился в еврейской семье, жившей на Лонг-Айленде. Изначально мальчику дали еврейское имя Цви, однако позже ребёнка переименовали на американский манер — Говард. Его отец, радиоинженер Бен Стерн, с детства привил Говарду любовь и интерес к радио, и мальчик видел себя в мечтах известным ведущим на рок-н-ролльной радиостанции.
После школы застенчивый Говард поступает в Бостонский университет, выбрав специальность «массовые коммуникации», и там выпускает своё первое пародийное радиошоу «Час болтливого бублика».
После окончания университета, Говард устраивается ведущим на небольшую нью-йоркскую радиостанцию. Работа оплачивалась четырьмя долларами в час. Там он оттачивает навык работы ведущим и обретает первую популярность. После этого участвовал в других небольших радиоэфирах Детройта и Хартфорда, пока его, наконец, не пригласили на крупную радиостанцию «WNBC» в Нью-Йорке. Однако Стерн не продержался долго. Он постоянно неприлично вёл себя в эфире и ссорился с начальством, что послужило причинами его увольнения. К этому времени рейтинги передач Стерна были высоки. Он сразу получил приглашение конкурирующей организации — радиостанции «WXRK». Осознав успех, он возвратился к «эфирному хулиганству».
Говарду Стерну удавалось наводить гостей своих передач на то, чтобы демонстрировать «грязное бельё», при этом не скрывая и своего. Быстро росли как личная популярность Говарда, так и рейтинг радиостанции, поэтому работодатели прощали Стерну штрафы, которые приходилось выплачивать за его скандальные передачи. Его шоу несколько раз пыталась закрыть и Федеральная комиссия по коммуникациям. В 2004 году, когда закон определил полумиллионные штрафы за непристойное поведение в эфире, Комиссия добилась закрытия. Закрытие радиошоу вызвало ажиотаж. Стерн вновь оказался востребован — на этот раз в неподвластной комиссии спутниковой радиостанции «Sirius Satellite Radio».
В 2006 году журнал Forbes поместил его в десятку «самых популярных знаменитостей», присудив 7-е место. В 1993 году вышла его автобиография «Private Parts». В 1997 году вышел снятый по этой автобиографии художественный фильм, в котором Стерн и некоторые его друзья и коллеги играли самих себя. Фильм и книга были коммерчески успешными.
Гостями его радиошоу были такие известные люди, как «Мисс Вселенная 2002» Оксана Фёдорова, порнозвезда Дженна Джеймсон, рок-музыкант Питер Стил, тренер Ричард Симмонс, президент США Джо Байден (2024) и другие.
21 марта 1994 объявлял о намерении баллотироваться в губернаторы Нью-Йорка от либертарианской партии США.

## Критика
В 1995 году, несколько дней спустя после убийства певицы Селены, Стерн высмеял её смерть, её похороны и скорбящих, а также раскритиковал музыку певицы. «Это музыка меня абсолютно не трогает. В песнях Элвина и бурундуков и то больше души… У испаноязычных ужасный вкус в музыке. В ней нет глубины» — высказал Стерн. Комментарии Стерна возмутили и привели в ярость латиноамериканское сообщество в Техасе. В своём шоу Стерн стал проигрывать песни Селены со звуками выстрелов на заднем плане. После того, как на его имя был выдан ордер на арест за нарушение общественного порядка, Стерн выступил в прямом эфире с заявлением на испанском языке, заявив, что не хотел причинить «семье, друзьям и фанатам Селены ещё больше боли». Стерну не было предъявлено официальное обвинение. Лига объединённых латиноамериканских граждан сочла извинения Стерна неприемлемыми и бойкотировала его шоу. Розничные торговые предприятия Техаса изъяли все товары, связанные со Стерном, а Sears и McDonald’s осудили его комментарии, в ответ на обвинения со стороны поклонников Селены в спонсировании шоу Стерна. Через неделю в телепрограмме The Tonight Show with Jay Leno у Стерна и его соведущей Робин Куиверс спросили о допустимости высказываний Стерна в адрес Селены. Куиверс решила не обсуждать эту тему во избежание конфликта со Стерном. Чуть позже на шоу появилась поп-певица Линда Ронстадт, выступившая с поддержкой Селены, после чего между ней и Стерном завязалась словесная перепалка.

## Фильмография
- 1997 «Части тела»
- 1992 «Шоу Ларри Сандерса»
- 2006 «Свадебный уик-энд» (документальный)